# Ган (коммуна)
Ган (фр. Gan) — коммуна во Франции, находится в регионе Аквитания. Департамент — Атлантические Пиренеи. Входит в состав кантона Узом, Гав и Рив-дю-Не. Округ коммуны — По.
Код INSEE коммуны — 64230.

## География

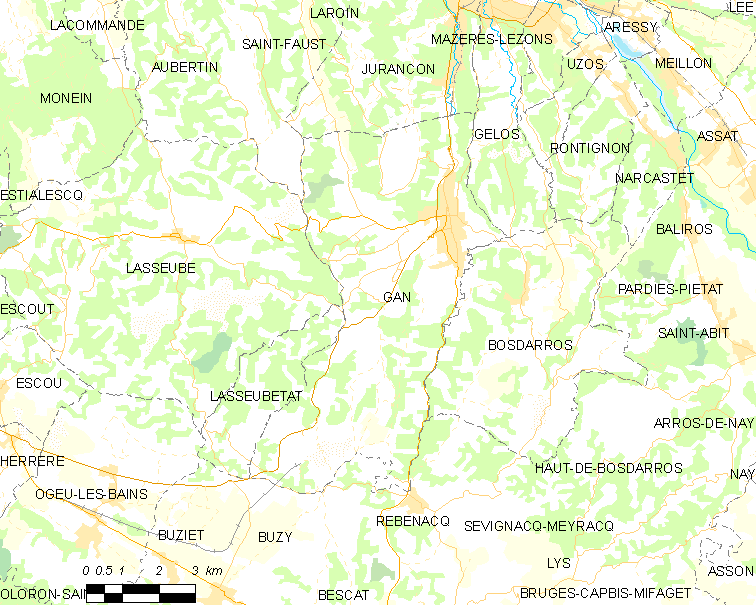
Карта коммуны

Коммуна расположена приблизительно в 660 км к югу от Парижа, в 180 км южнее Бордо, в 9 км к югу от По.
По территории коммуны протекает река Неес.

### Климат
Климат тёплый океанический. Зима мягкая, средняя температура января — от +5°С до +13°С, температуры ниже −10 °C бывают редко. Снег выпадает около 15 дней в году с ноября по апрель. Максимальная температура летом порядка 20-30 °C, выше 35 °C бывает очень редко. Количество осадков высокое, порядка 1100 мм в год. Характерна безветренная погода, сильные ветры очень редки.

## Население
Население коммуны на 2010 год составляло 5446 человек.
| 1962 | 1968 | 1975 | 1982 | 1990 | 1999 | 2010 |
| ---- | ---- | ---- | ---- | ---- | ---- | ---- |
| 2915 | 3125 | 3543 | 4047 | 4724 | 4961 | 5446 |

## Администрация
| Период | Период | Фамилия             | Партия                         | Примечания |
| ------ | ------ | ------------------- | ------------------------------ | ---------- |
| 1995   | 2006   | Жан-Пьер Лерис      | Союз за французскую демократию |            |
| 2006   | 2008   | Эльян Муна          | Союз за французскую демократию |            |
| 2008   | 2014   | Жан-Мишель Тиссанье | Социалистическая партия        |            |
| 2014   | 2020   | Франсис Пе          | Разные правые                  |            |

## Экономика
В 2010 году среди 3316 человек трудоспособного возраста (15-64 лет) 2523 были экономически активными, 793 — неактивными (показатель активности — 76,1 %, в 1999 году было 69,5 %). Из 2523 активных жителей работали 2297 человек (1190 мужчин и 1107 женщин), безработных было 226 (108 мужчин и 118 женщин). Среди 793 неактивных 283 человека были учениками или студентами, 319 — пенсионерами, 191 были неактивными по другим причинам.

## Достопримечательности
- Старые городские ворота, известные как «Тюрьма» (1335 год). Исторический памятник с 1994 года[4]
- Церковь Св. Иоанна (XIX век)[5]
- Церковь Св. Петра (XIX век)[6]

## Фотогалерея

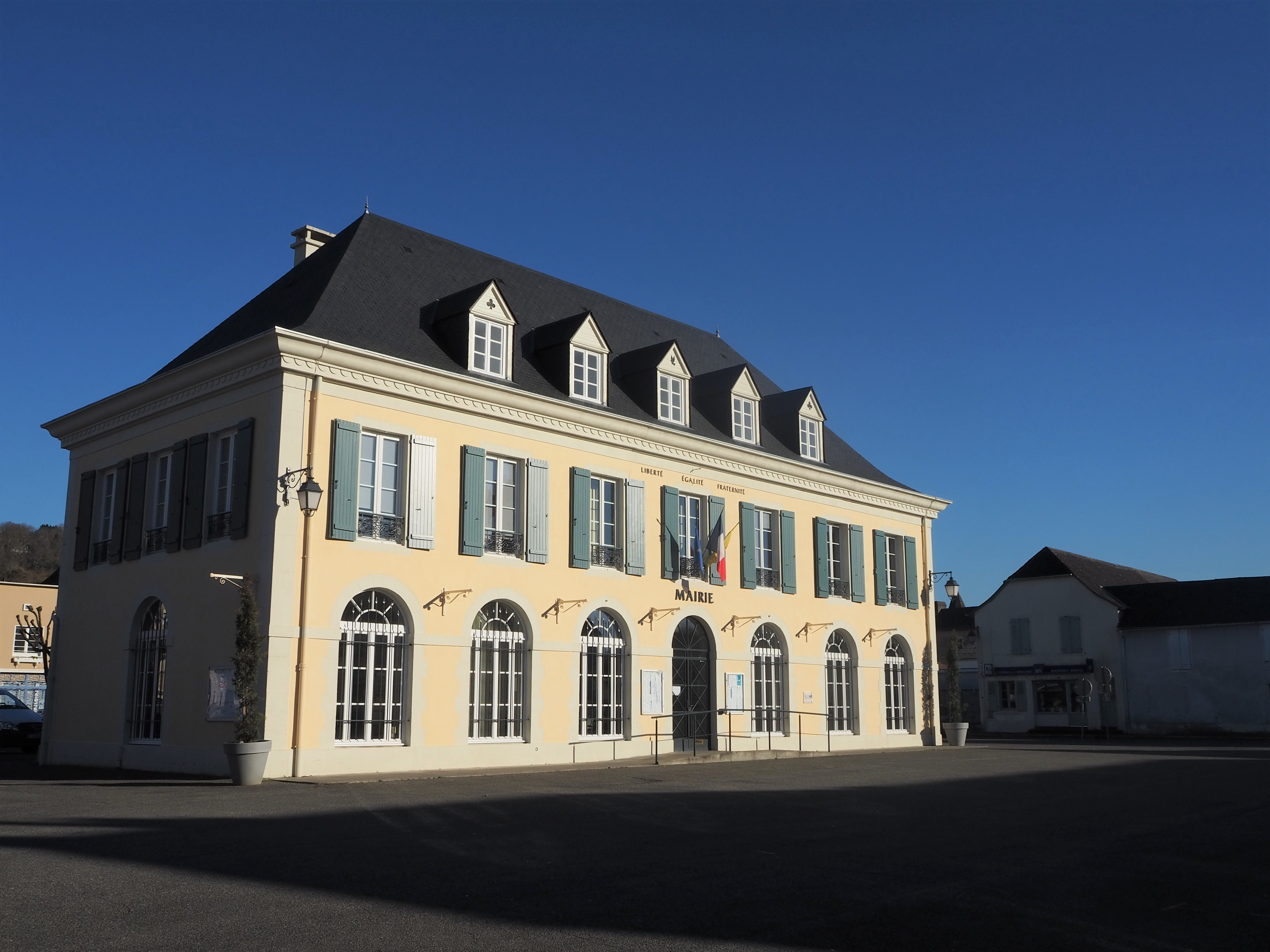
Мэрия
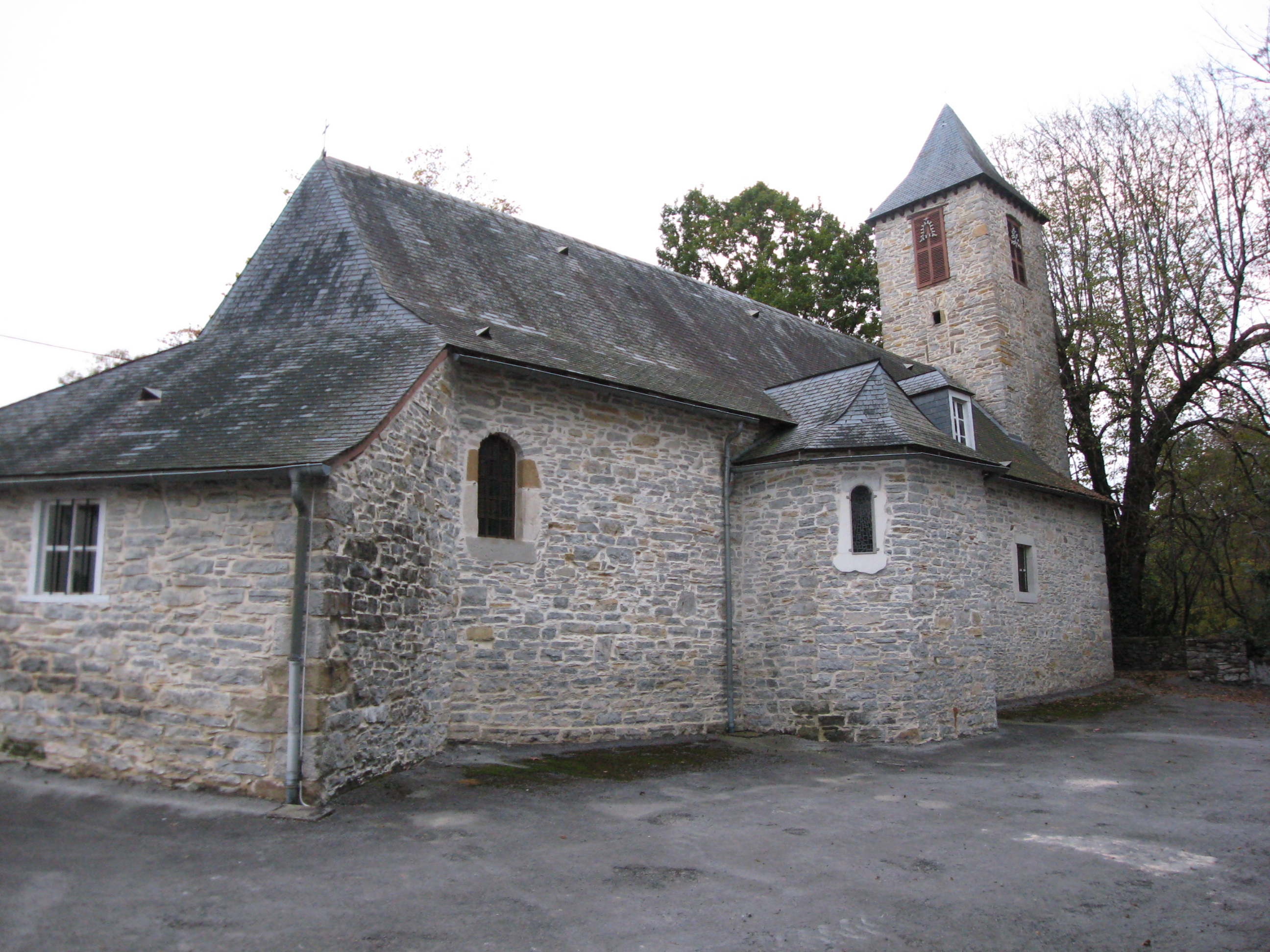
Церковь Св. Петра
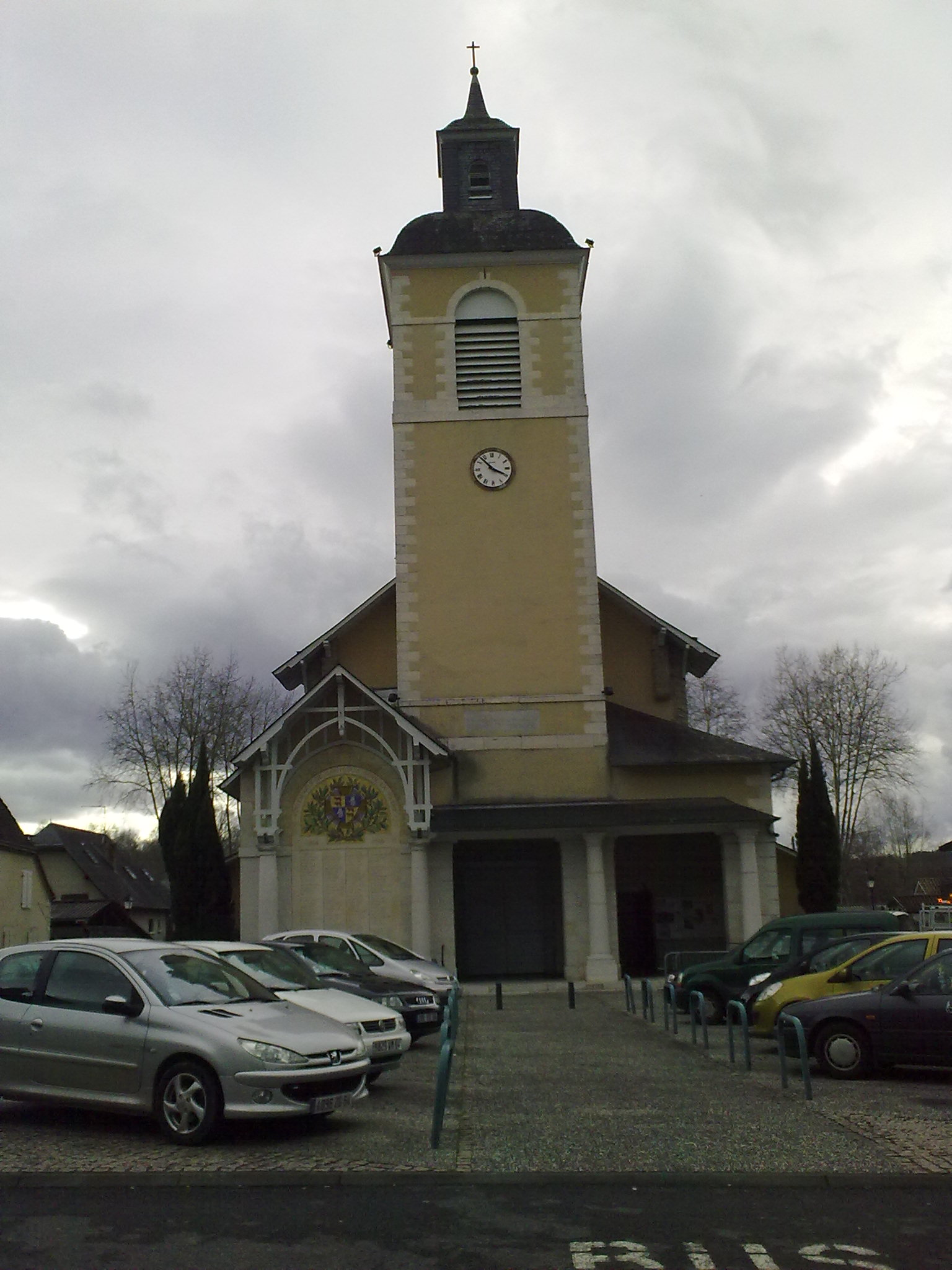
Церковь Св. Иоанна
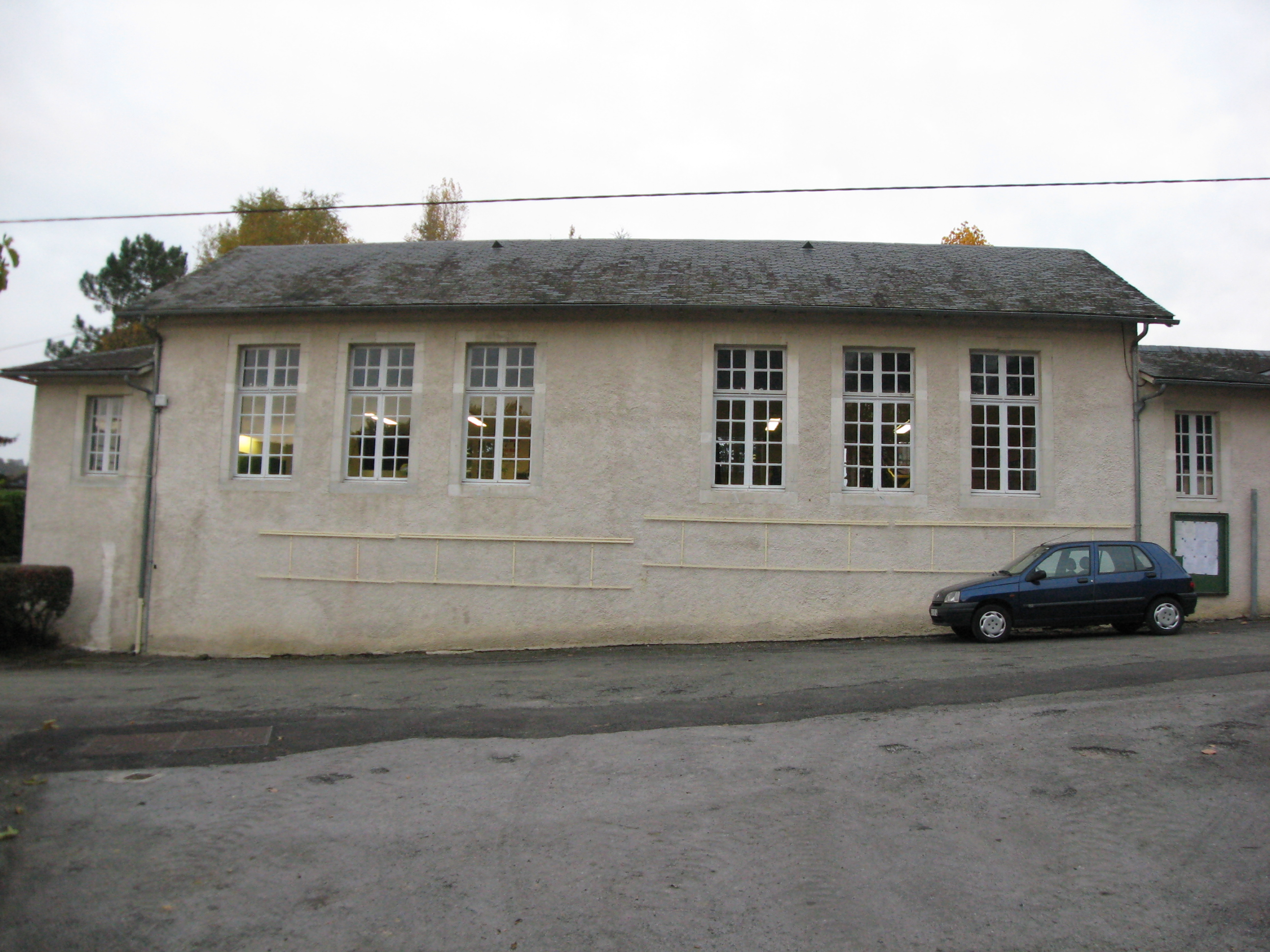
Школа
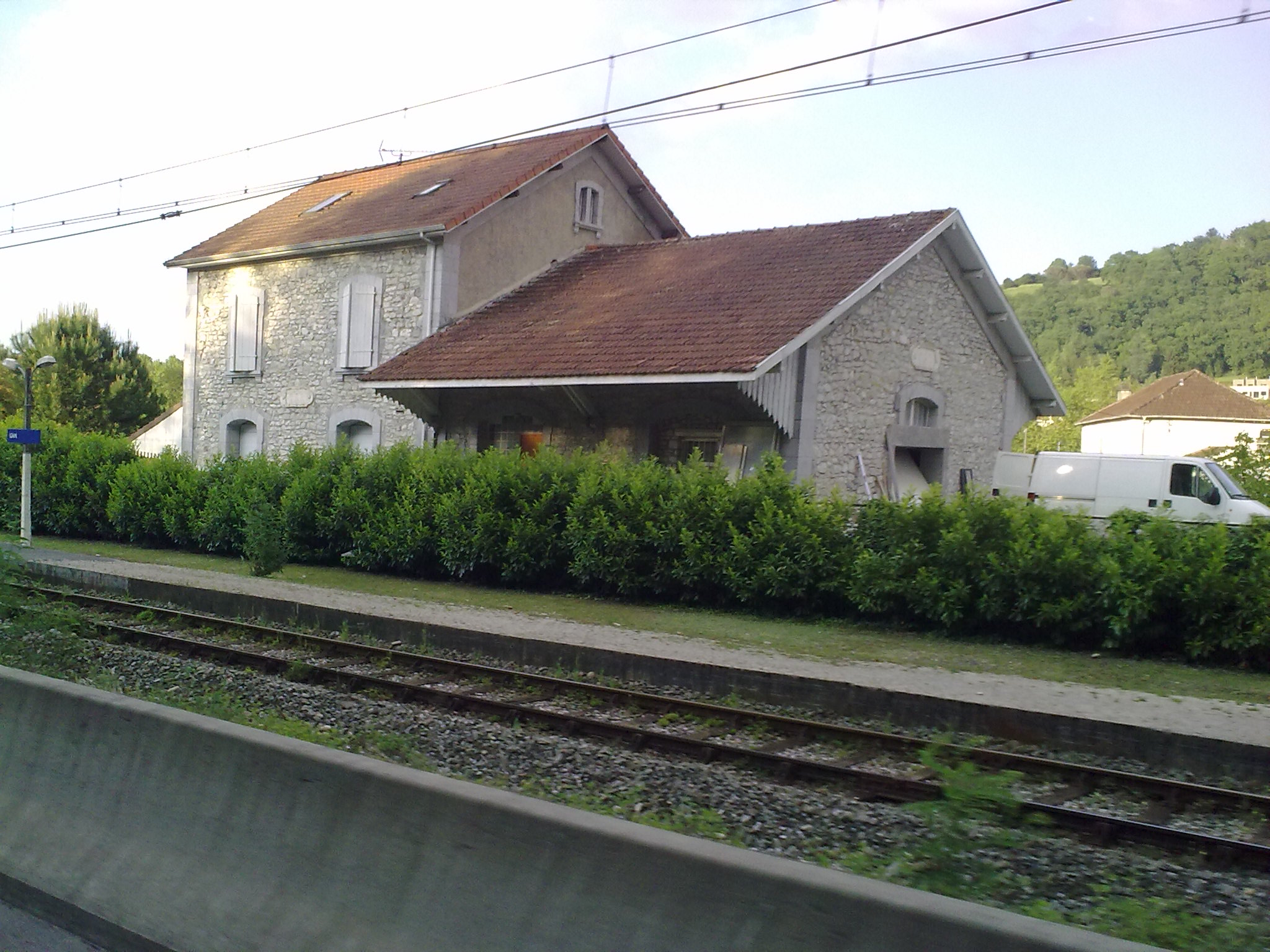
Вокзал